# پال ساتل
پال ساتل (انگلیسی: Paul Sawtell؛ ۳ فوریه ۱۹۰۶ – ۱ اوت ۱۹۷۱) یک آهنگساز فیلم و رهبر ارکستر اهل ایالات متحده آمریکا بود. وی مابین سال‌های ۱۹۳۸ تا ۱۹۷۱ میلادی فعالیت داشت.
او در لهستان زاده شد و در آرامگاه فارست لان مموریال پارک در شهر گلندیل (کالیفرنیا) به‌خاک سپرده شده است.
پال ساتل با آهنگساز آمریکایی برت شفتر همکاری نزدیک داشت و ایندو با یکدیگر، برای فیلم‌های بسیاری آهنگ ساختند.

## گزیدهٔ آثار
- روانی موتور (۱۹۶۵)
- پنج هفته در بالن (۱۹۶۲)
- بیگ شو (۱۹۶۱)
- شکارچیان (۱۹۵۸)
- مگس(۱۹۵۸)
- کمین در گذرگاه سیمارون (۱۹۵۸)
- ماچته (۱۹۵۸)
- این سینه‌راما است (۱۹۵۲) (نامش در عنوان‌بندی نیامده)
- راه‌بند (۱۹۵۱)
- سانتا فه (۱۹۵۱)
- جادوی سیاه (۱۹۴۹)
- قاتل مادرزاد (۱۹۴۷)
- دادگاه جنایی (۱۹۴۶)
- شکار مرگبار (۱۹۴۵)
- شرلوک هولمز و خانه وحشت (۱۹۴۵)
- پنجه سرخ (۱۹۴۴)
- مروارید مرگ (۱۹۴۴)
- چوب‌بر (۱۹۴۴)
- نوادا (۱۹۴۴)